# Kahle Katzenminze
Die Pflanzenart Kahle Katzenminze (Nepeta nuda), auch Kahler Andorn genannt, gehört zur Gattung der Katzenminzen (Nepeta) innerhalb der Familie der Lippenblütler (Lamiaceae). Sie besitzt ein weites Verbreitungsgebiet in Eurasien.

## Beschreibung

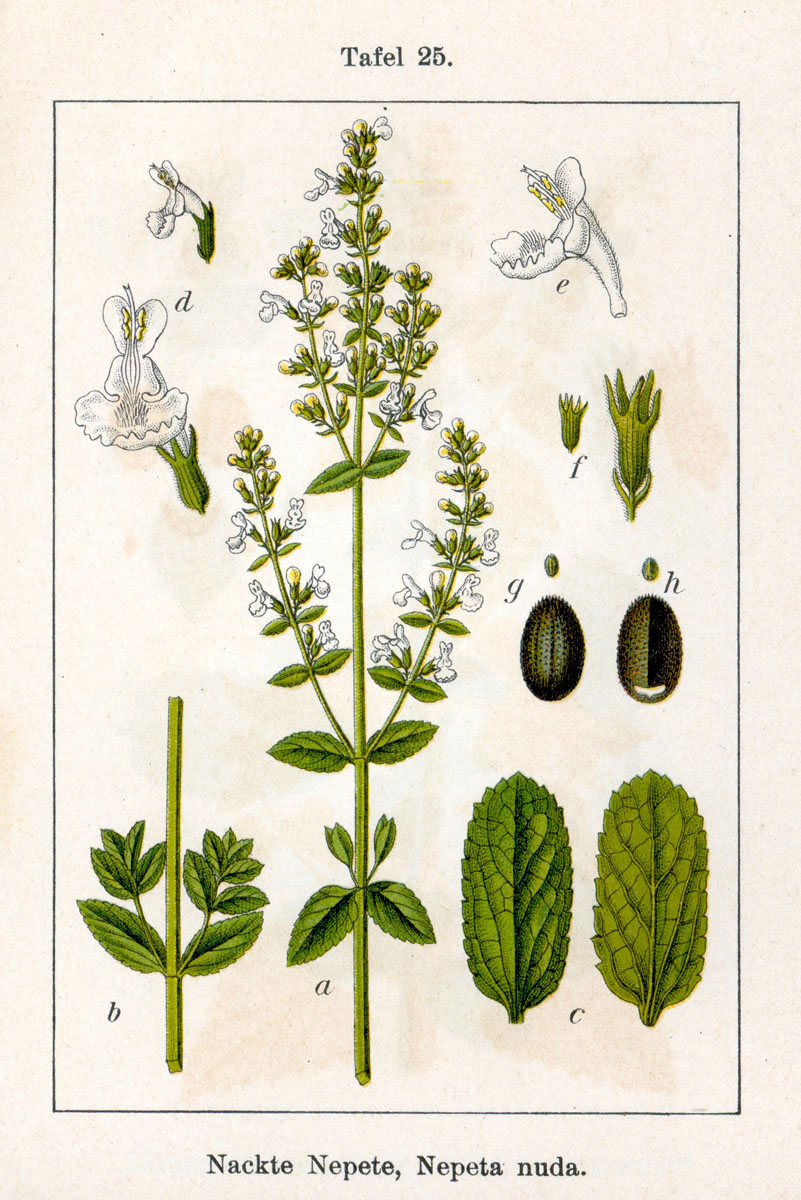
Illustration

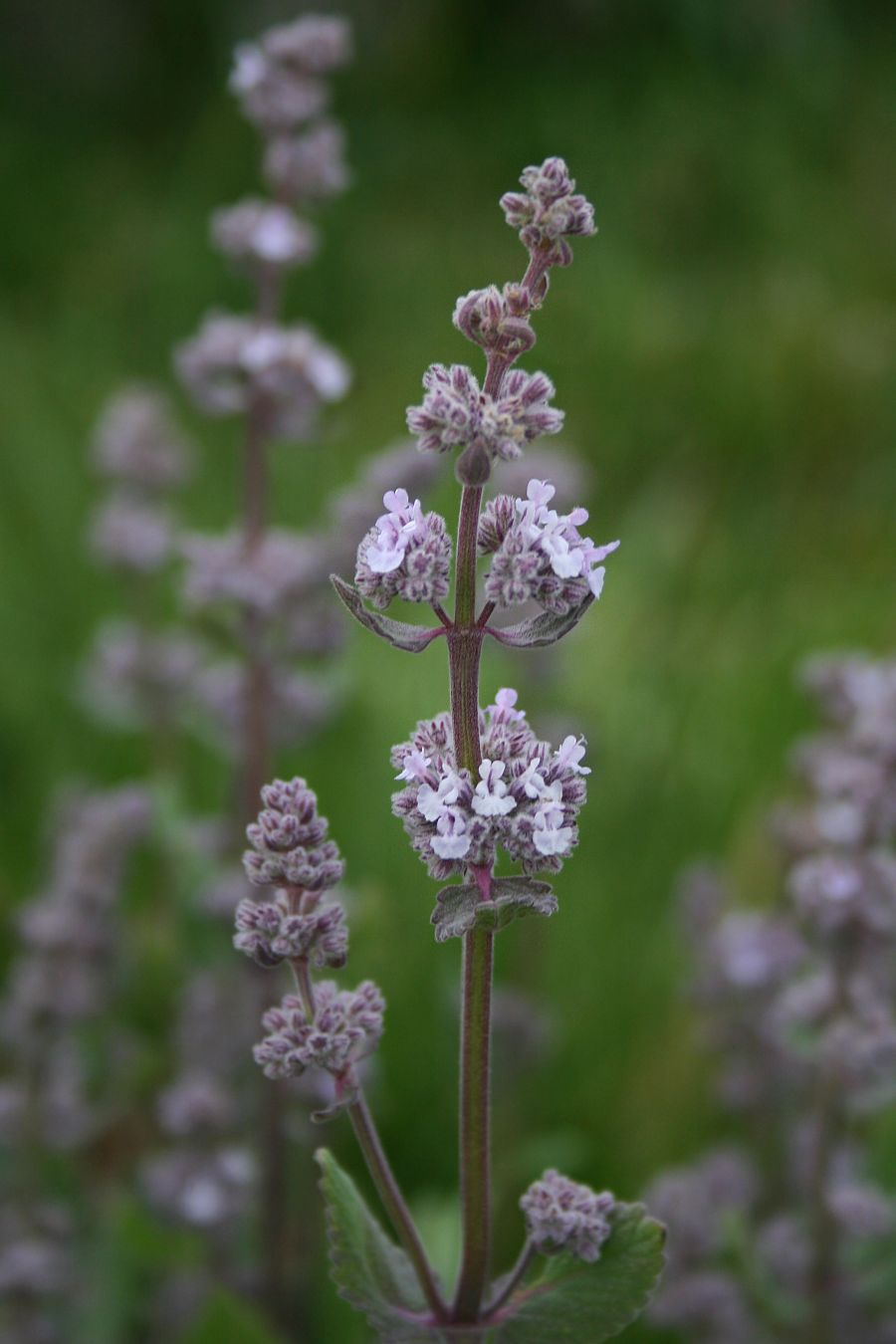
Blütenstand

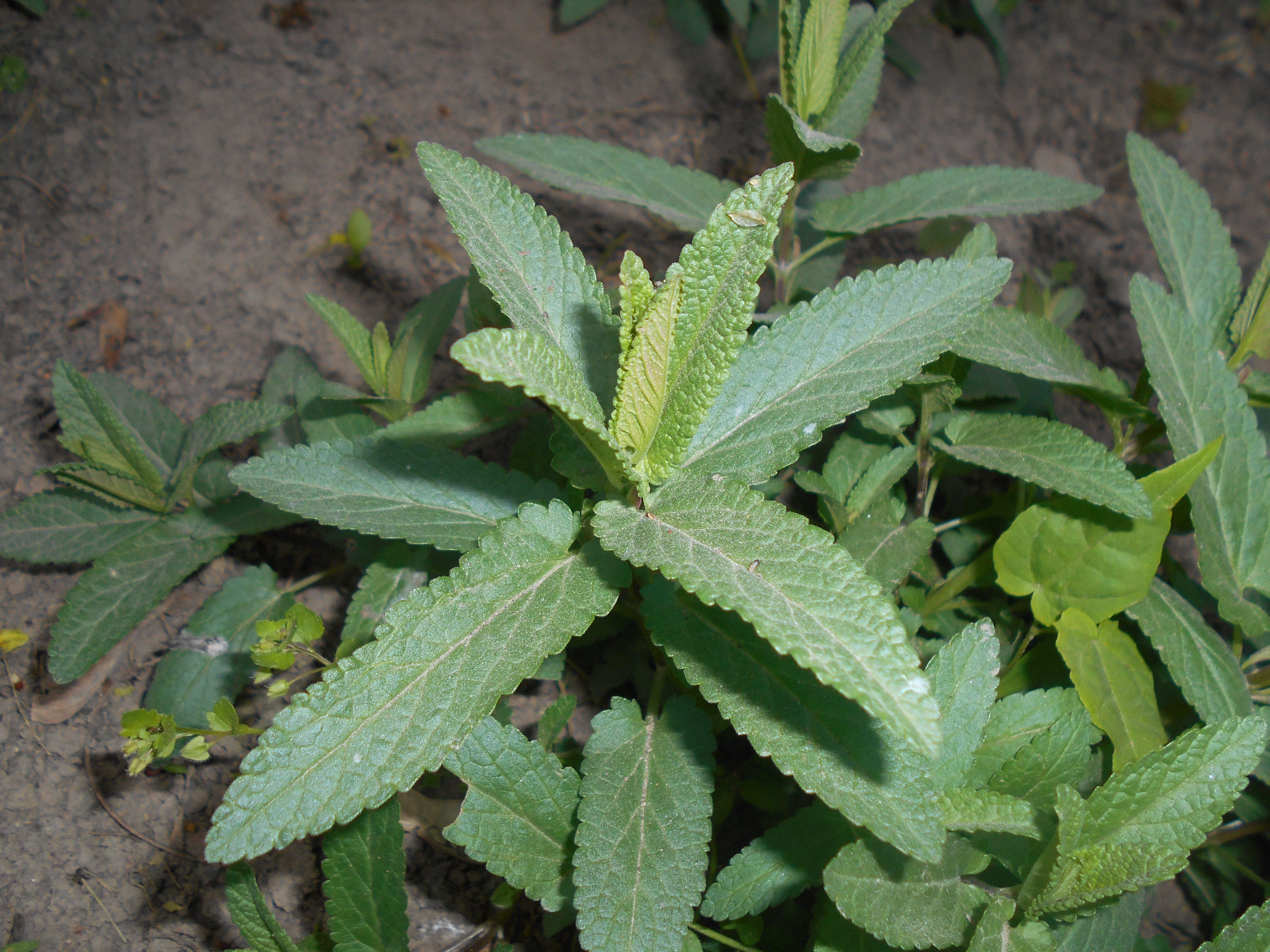
Habitus und Laubblätter

### Vegetative Merkmale
Die Kahle Katzenminze wächst als relativ große, ausdauernde krautige Pflanze, die Wuchshöhen von 50 bis 120 Zentimetern erreicht. Der vierkantige, hohle, meist blauviolett überlaufene, meist völlig kahle oder locker schwach flaumig behaarte Stängel ist verzweigt. Die Internodien sind 4 bis 12 Zentimeter lang.
Die gegenständig am Stängel angeordneten Laubblätter sind sitzend, nur die unteren sind mit einer Länge von 1 bis 5 Millimetern sehr kurz gestielt. Die Blattspreite ist bei einer Länge von 2 bis 8 Zentimetern sowie einer Breite von 1,5 bis 3,5 Zentimetern länglich-eiförmig bis elliptisch mit herzförmiger Basis. Der Blattrand ist ringsum kerbig gesägt oder fein gezähnt. Sie Blattober- und Blattunterseite ist völlig kahl.

### Generative Merkmale
Die Blütezeit reicht von Juni bis August; in der Schweiz von Juli bis August. Es ist ein deutlicher Blütenstandsschaft vorhanden. Der locker ährige Blütenstand besteht aus locker übereinander angeordneten Scheinquirlen mit jeweils vielen Blüten.
Die zwittrige Blüte ist zygomorph und fünfzählig mit doppelter Blütenhülle. Die fünf 4 bis 6 Millimeter langen, kurz behaarten Kelchblätter sind röhrig-glockig verwachsen und der Kelch endet in fünf bei einer Länge von 1 bis 2 Millimetern ziemlich kurzen pfriemlichen, spitzen Kelchzähnen, die alle ziemlich gleich lang und nur an den Nerven kurz behaart sind. Die fünf 6 bis 10 Millimeter langen Kronblätter sind zu einer gekrümmten Kronröhre verwachsen, die sich an ihrem oberen Ende stark erweitert. Die hell-violette oder fast weiße Blütenkrone ist zweilippig. Die Kronoberlippe hat aufwärts geschlagene Seitenränder; die -unterlippe hat einen breiten, ausgehöhlten, gekerbten und meist purpurfarben gefleckten Mittellappen. Staubblätter und Griffel ragen unter der Oberlippe etwas hervor.
Die Klausenfrucht zerfällt in bei einer Länge von etwa 2 Millimetern ellipsoide und oben warzig-stachelige Teilfrüchte.
Die Chromosomenzahlen betragen 2n = 18 oder 36.

## Vorkommen
Die Hauptverbreitungsgebiet der Kahlen Katzenminze ist Südost- und Osteuropa und Westasien bis Zentralasien bis in die Mongolei und Xinjiang. Dort gedeiht sie in Waldsteppen. Ihr Areal reicht aber westwärts durch das Donau-, Elbe- und Oder-Tal bis Polen, Österreich und Tschechien bis Süd- und Mitteldeutschland, zum Rhonetal, auch nach Mittelitalien und in die Südalpen, außerdem nach Südfrankreich und bis zu den Pyrenäen. Die Kahle Katzenminze kommt außerdem unbeständig und verschleppt in vielen weiteren Gebieten vor.
Sie besiedelt in Mitteleuropa Trockenrasen, lichte Laub- und Kiefernwälder besonders den collinen bis montanen Höhenstufen. Sie kommt in Mitteleuropa in Pflanzengesellschaften der Verbände Festucion valesiacae oder Onopordion acanthii vor.
Die ökologischen Zeigerwerte nach Landolt et al. 2010 sind in der Schweiz: Feuchtezahl F = 1 (sehr trocken), Lichtzahl L = 3 (halbschattig), Reaktionszahl R = 4 (neutral bis basisch), Temperaturzahl T = 4+ (warm-kollin), Nährstoffzahl N = 3 (mäßig nährstoffarm bis mäßig nährstoffreich), Kontinentalitätszahl K = 5 (kontinental).

## Systematik und Verbreitung
Die Erstveröffentlichung von Nepeta nuda erfolgte 1753 durch Carl von Linné in Species Plantarum, Tomus II, S. 570–571. Synonyme für Nepeta nuda L. sind: Cataria nuda (L.) Moench, Glechoma nuda (L.) Kuntze.
Je nach Autor gibt es etwa fünf Unterarten:
- Nepeta nuda subsp. albiflora (Boiss.) Gams (Syn.: Glechoma marrubioides Kuntze, Nepeta bithynica Bornm., Nepeta marrubioides Boiss. & Heldr. ex Benth. nom. illeg., Nepeta nuda var. albiflora Boiss.): Sie kommt auf der Balkanhalbinsel, Griechenland, in der Türkei und im Gebiet von Syrien und Libanon vor.[5]
- Nepeta nuda subsp. coerulea (Sol.) O.Bolòs & Vigo (Syn.: Nepeta coerulea Sol., Nepeta legionensis Losa, Nepeta numantina A.Segura): Sie kommt in Portugal und Spanien vor.[5]
- Nepeta nuda subsp. glandulifera Hub.-Mor. & P.H.Davis: Sie kommt im asiatischen Teil der Türkei vor.[5]
- Nepeta nuda subsp. lydiae P.H.Davis (Syn.: Nepeta sulphurea subsp. lydiae (P.H.Davis) A.L.Budantzev): Sie kommt im asiatischen Teil der Türkei vor.[5]
- Nepeta nuda L. subsp. nuda (Syn.: Cataria paniculata (Crantz) Moench, Cataria violacea (L.) Moench, Glechoma violacea (L.) Kuntze, Nepeta alba Steud., Nepeta meda Stapf, Nepeta mollis Medik., Nepeta montana Turra, Nepeta paniculata Crantz, Nepeta pannonica L., Nepeta pontica K.Koch,Nepeta nawaschinii Bordz., Nepeta sulphurea K.Koch, Nepeta turkestanica Gand., Nepeta violacea L., Nepeta violacea Vill. nom. illeg., Nepeta nuda var. pannonica (L.) Nyman): Sie ist von Frankreich, Monaco über Italien, die südliche Schweiz,[1] Österreich, Ungarn, Polen, der ehemaligen Tschechoslowakei sowie dem ehemaligen Jugoslawien, Albanien, Bulgarien, Rumänien, Griechenland, dem europäischen Teil Russlands, Kaukasien, dem asiatischen Teil der Türkei bis zur Ukraine verbreitet.[5]